# Молодая Польша (организация)
«Молодая Польша» (пол. Młoda Polska) — революционная организация польской эмиграции, существовавшая в 1834—1838 годах.
Основана 12 мая 1834 года в Берне с целью восстановления Польши как независимой демократической республики. Была частью руководимой Джузеппе Мадзини «Молодой Европы» — тайного международного объединения революционно-демократических организаций, ставившего своей целью установление республиканского строя в странах Европы. Руководство осуществлял Комитет, в который входили Иоахим Лелевель, Валентин Зверковский и др. После изгнания в 1838 году членов организации из Швейцарии организация фактически прекратила своё существование; попытка возродить её в Лондоне успехом не увенчалась.